# Nova vas pri Lescah
Nova vas pri Lescah – wieś w Słowenii, w gminie Radovljica. W 2018 roku liczyła 199 mieszkańców.